# Olympische Sommerspiele 1924/Teilnehmer (Philippinen)
| Gelbes Symbol für Goldmedaillen mit stilisierten Olympischen Ringen | Graues Symbol für Silbermedaillen mit stilisierten Olympischen Ringen | Braundes Symbol für Bronzemedaillen mit stilisierten Olympischen Ringen |
| ------------------------------------------------------------------- | --------------------------------------------------------------------- | ----------------------------------------------------------------------- |
| —                                                                   | —                                                                     | —                                                                       |

Die Philippinen nahmen an den Olympischen Sommerspielen 1924 in Paris, Frankreich, erstmals mit einem männlichen Athleten teil. Er konnte keine Medaille gewinnen.

## Teilnehmer nach Sportarten

### Leichtathletik
- David Nepomuceno
100 Meter: Vorläufe
200 Meter: Vorläufe